# Garden Valley, Wisconsin
Garden Valley là một thị trấn thuộc quận Jackson, tiểu bang Wisconsin, Hoa Kỳ. Năm 2010, dân số của thị trấn này là 409 người.